# Josephine Fuller
Josephine Fuller (2 de mayo de 2003) es una deportista estadounidense que compite en natación, especialista en el estilo espalda.
En los Juegos Panamericanos de 2023 obtuvo dos medallas, oro en 100 m espalda y plata en 4 × 100 m estilos.
Estudió Psicología en la Universidad de Tennessee.

## Palmarés internacional
| Juegos Panamericanos | Juegos Panamericanos | Juegos Panamericanos | Juegos Panamericanos |
| Año                  | Lugar                | Medalla              | Prueba               |
| -------------------- | -------------------- | -------------------- | -------------------- |
| 2023                 | Santiago (Chile)     | Medalla de oro       | 100 m espalda        |
| 2023                 | Santiago (Chile)     | Medalla de plata     | 4 × 100 m estilos    |